# Malinconoia
Malinconoia è il secondo album del cantautore toscano Marco Masini, pubblicato nel 1991.
Il termine Malinconoia proviene dall'unione dei termini malinconia e paranoia.
Nell'estate del 1991 Masini vinse il Festivalbar nella sezione Album.
Il singolo Perché lo fai, col quale Masini arrivò terzo al Festival di Sanremo, è una canzone dura che tratta il tema della droga in modo diretto, senza giri di parole.
Malinconoia arriva a vendere oltre un milione di copie solo in Italia: l'album esordì al primo posto nella classifica settimanale e restò in vetta per 11 settimane consecutive, per poi mantenersi in top 5 per altri tre mesi, risultando così l'album più venduto in Italia in tutto il 1991. È il lavoro di maggior successo dell'artista fiorentino, con 1.200.000 copie vendute complessivamente in Europa.

## Tracce
1. Perché lo fai – 4:40 (Giancarlo Bigazzi, Marco Masini)
2. Il niente – 6:11 (testo: Giancarlo Bigazzi, Marco Masini – musica: Giancarlo Bigazzi, Giuseppe Dati)
3. Cenerentola innamorata – 5:18 (testo: Giancarlo Bigazzi, Marco Masini – musica: Giancarlo Bigazzi, Giuseppe Dati)
4. Chi fa da sé – 5:22 (testo: Giancarlo Bigazzi, Marco Masini – musica: Giancarlo Bigazzi)
5. Malinconoia – 4:31 (testo: Giancarlo Bigazzi, Marco Masini – musica: Giancarlo Bigazzi)
6. Fuori di qui – 4:49 (testo: Giuseppe Dati, Marco Masini – musica: Giancarlo Bigazzi, Mario Manzani)
7. Ti vorrei – 4:39 (Giancarlo Bigazzi, Giuseppe Dati, Marco Masini)
8. Il giorno dei perdenti – 4:23 (testo: Giuseppe Dati, Marco Masini – musica: Giancarlo Bigazzi, Mario Manzani)
9. La voglia di morire – 4:49 (testo: Giancarlo Bigazzi, Marco Masini – musica: Giancarlo Bigazzi, Marco Falagiani, Marco Masini)

## Formazione
- Marco Masini – voce
- Massimo Barbieri – programmazione
- Mario Manzani – tastiera, programmazione, chitarra, pianoforte, organo Hammond
- Cesare Chiodo – basso
- Lele Melotti – batteria
- Massimo Pacciani – percussioni
- Marco Tamburini – tromba
- Sandro Comini – trombone
- Paride Sforza – sax
- Danilo Amerio, Leonardo Abbate, Francesca Balestracci, Massimo Rastrelli, Francesca Alotta, Ermanna Bacciglieri – cori

## Classifiche

### Classifiche settimanali
| Classifica (1991) | Posizione massima |
| ----------------- | ----------------- |
| Italia            | 1                 |
| Europa            | 30                |

### Classifiche di fine anno
| Classifica (1991) | Posizione |
| ----------------- | --------- |
| Italia            | 1         |
| Europa            | 60        |